# DOORS MUSIC ENTERTAINMENT
DOORS MUSIC ENTERTAINMENT（ドアーズ・ミュージック・エンタテインメント）は、主にパソコンゲームメーカーF&Cのタイトルに楽曲を提供している音楽アーティスト集団である。運営会社は有限会社ドアーズ（のちに改称して有限会社TYRELL LAB.）で、F&Cの関連会社である。

## 沿革
F&Cのブランドフェアリーテールの『同窓会〜Yesterday Once More〜』の製作途中で音楽制作を依頼していた有限会社ミューズと決裂して音楽を用意できない事態となり、同作のプロデューサーだった金杉はじめがゲーム音楽の製作実績のあるスタッフを集めて結成された事に始まる。

## 代表曲
- Go!Go!ウェイトレス（Piaキャロットへようこそ!!2）
- ハートのクッキー（PALETTE）
- みつめていたい（With You 〜みつめていたい〜）
- 時の流れが止まって（ロマンスは剣の輝き2）
- せつない糸（Natural2 -DUO-）
- Autumn Destiny（Canvas 〜セピア色のモチーフ〜）
- Natural Generation（Natural Zero+ -はじまりと終わりの場所で-）
- KISS OF FIRE（ハートに火をつけて）
- just in love（同窓会again）
- みっつのマグカップ（あいかぎ 〜ひだまりと彼女の部屋着〜）